# Coloneura vitoshensis
Coloneura vitoshensis är en stekelart som beskrevs av Zaykov 1986. Coloneura vitoshensis ingår i släktet Coloneura och familjen bracksteklar. Inga underarter finns listade i Catalogue of Life.